# Бинайса, Годфри
Го́дфри Луко́нгва Бина́йса (англ. Godfrey Lukongwa Binaisa; 30 мая 1920, Буганда, протекторат Уганда — 5 августа 2010, Кампала, Уганда) — угандийский государственный деятель, президент Уганды (1979—1980).

## Биография
Изучал право в лондонском Королевском колледже в Англии, вернувшись в 1950 на родину, стал одним из первых адвокатов в стране. Был членом партии Угандийский национальный конгресс, а с 1962 — партии Народный конгресс Уганды.
В 1962—1968 годах — министр юстиции первого правительства независимой Уганды. В 1969 занялся частной юридической практикой, а после того, как к власти в 1971 пришёл Иди Амин, эмигрировал в Великобританию, где в Лондоне работал в лондонском офисе Graham and James, международной морской юридической фирмы. Затем переехал в США, где работал в головном офисе Graham and James в Сан-Франциско. В конечном итоге занялся юридической практикой в Маунт-Вернон (штат Нью-Йорк). Находясь в США, стал членом «Союза свободы Уганды», одной из нескольких антиаминовских групп в изгнании.
После падения режима Амина в апреле 1979 года вернулся на родину. 20 июня 1979 под влиянием танзанийских военных, сохранявших влияние после свержения Амина, сменил на президентском посту Юсуфа Луле.
Однако в мае 1980, попытавшись отправить в отставку начальника генерального штаба угандийской армии Ойите Оджока, сам был отстранён от власти Военным Советом Фронта национального освобождения Уганды во главе с Пауло Мувангой.
В начале 1980-х и 1990-х годах жил в Нью-Йорке, ведя юридическую практику. В 2002 году вернулся в Уганду, но предпочитал находиться вне политики. Он был единственным бывшим президентом Уганды, о котором заботилось государство в соответствии с положениями Конституции Уганды.
5 августа 2010 года умер во сне.